# Комби, Беренис
Беренис Комби (фр. Berenice Comby род. 30 мая 2006, Орлеан) — французская шорт-трекистка. Бронзовый призёр чемпионата Европы, 2-кратная призёр чемпионата Франции в абсолютном зачёте. Выступает за клуб "USO Ice Sports" (Орлеан).

## Биография
Беренис Комби родилась в Орлеане и была младшим ребёнком в семье из четырёх детей после двух братьев и сестры. В начальной школе увлекалась гимнастикой и катанием на коньках. Она хотела заниматься фигурным катанием, но из-за неудобного утреннего расписания родители записали её в возрасте 9 лет в Орлеанский клуб шорт-трека и она влюбилась в него. Её первым тренером был Микаэль л'Энтер.
Впервые в соревнованиях участвовала в сезоне 2016/17 и на чемпионате Франции среди девочек младшей группы заняла 15-е место в многоборье. В декабре 2020 года она стала серебряным призёром чемпионата Франции в абсолютном зачёте, а в 2022 году на Европейском юношеском Олимпийском зимнем фестивале в Вуокатти, где выиграла бронзовую медаль в забеге на 1000 метров.
В январе 2023 года дебютировала на чемпионате Европы в Гданьске, где заняла 15-е место в забеге на 500 метров и 5-е в женской эстафете. Следом участвовала на юниорском чемпионате мира в Дрездене с лучшим 7-м местом в эстафете, а через месяц на чемпионате мира в Сеуле финишировала 22-й в беге на 500 метров и 36-й на 1500 метров. В декабре 2023 года стала третьей в абсолютном зачёте на национальном чемпионате Франции.
В январе 2024 года Беренис завоевала бронзовую медаль на чемпионате Европы в Гданьске в составе женской эстафеты вместе с Гвендолин Доде, Орели Левек и Клоэ Олливье. На юниорском чемпионате мира в Дрездене заняла лучшее 6-е место в смешанной эстафете. После окончания школы Беренис продолжила учёбу по специальности биохимия и молекулярная медицина, одновременно выступая в качестве спортсмена. 
10 июля 2024 года 18-летняя Беренис Комби была факелоносцем Олимпийского огня в родном городе Орлеан.